# Leucopholis staudingeri
Leucopholis staudingeri är en skalbaggsart som beskrevs av Brenske 1892. Leucopholis staudingeri ingår i släktet Leucopholis och familjen Melolonthidae. Inga underarter finns listade i Catalogue of Life.